# 6 апреля
6 апреля — 96-й день года (97-й в високосные годы) по григорианскому календарю.
До конца года остаётся 269 дней.
До 15 октября 1582 года — 6 апреля по юлианскому календарю, с 15 октября 1582 года — 6 апреля по григорианскому календарю.
В XX и XXI веках соответствует 24 марта по юлианскому календарю.

## Праздники и памятные дни
См. также: Категория:Праздники 6 апреля

### Международные
- ООН — Международный день спорта на благо развития и мира.
- Международный день асексуальности[2].
- День Тартана[англ.].

### Национальные
- Россия — День работника следственных органов.
- Таиланд — День Чакри.
- ЮАР — День основателей.

### Религиозные

#### Католицизм
- Память Брихана из Брекнока;
- память Петра Веронского;
- память папы римского Целестина I;
- память Марцеллина Карфагенского[англ.];
- память Екатерины Палланской;
- память Этельвольда Уинчестерского;
- память Евтихия Константинопольского;
- память Пруденция, епископа Труа;
- память Пьерины Морозини;
- память Вильгельма Парижского;
- память Пола Тинь.

#### Православие[3][4][5]
- Предпразднство Благовещения Пресвятой Богородицы;
- память Захарии Отверстого, монаха;
- память святителя Артемия (Артемона), епископа Солунского (Селевкийского) (I—II века)[6];
- память преподобного Захарии Печерского, постника, в Дальних пещерах (XIII—XIV);
- память мучеников Стефана и Петра Казанских (1552 год);
- память преподобного Иакова, епископа Катанского (Сицилийского) (VIII—IX века)[7];
- память священномученика Александра Флегинского, пресвитера (1918 год);
- память священномученика Владимира Панькина, пресвитера (1920 год);
- празднование иконы Божией Матери «Тучная Гора».

### Именины
- Католические: Брихан, Евтихий, Екатерина, Марцеллин, Пётр, Пол[англ.], Пруденций, Пьерина, Уильям, Целестин, Этельвольд.
- Православные: Артемий, Владимир, Захария, Мартин, Парфений, Пётр, Север/Севир, Сеннуфий, Степан, Яков.

## События
См. также: Категория:События 6 апреля

### До XVIII века
- 1320 — духовенством и баронами Шотландии во главе с аббатом Арбротского монастыря подписана Арбротская декларация, подтверждавшая независимость Шотландии.
- 1327 — в церкви Святой Клары в Авиньоне итальянский поэт Франческо Петрарка впервые повстречал Лауру, которую полюбил с первого взгляда[8]. Потом он десятки лет воспевал её в своих сонетах.
- 1362 — во время Столетней войны произошла Битва при Бринье.
- 1384 — Португальское междуцарствие: произошла Битва при Атолейруше, закончившаяся победой португальских войск.
- 1385 — на кортес в Коимбре королём Португалии провозглашён Жуан I, ставший первым монархом из Ависской династии.
- 1453 — началась осада столицы Византийской империи Константинополя армией османского султана Мехмеда II[9].
- 1538 — вооружённое столкновение между сторонниками Франсиско Писарро и Диего де Альмагро во время испанского завоевания инков, в результате спора за владение городом Куско, который каждый считал своим по праву.
- 1580 — в Британии дрожание земли разрушило некоторые лондонские храмы, включая старый Собор Святого Павла.
- 1652 — голландец Ян Ван Рибек основал в Южной Африке форт Кейптаун.

### XVIII век
- 1712 — началось Нью-Йоркское восстание рабов.
- 1722 — населённым пунктам Рагниту и Тапиау присвоен статус городов.
- 1748 — обнаружены руины Помпей.
- 1772 — Екатерина II отменила введённую Петром I пошлину на ношение бороды.
- 1776 — война за независимость США: произошёл Бой у Блок-Айленд.
- 1793 — создание Комитета общественного спасения во Франции.

### XIX век
- 1814 — отречение Наполеона I от престола и восстановление династии Бурбонов.
- 1818 — в Париже барон Карл Дрез продемонстрировал первое двухколёсное средство передвижения (прообраз современного велосипеда).
- 1830 — в США Джозеф Смит основал Церковь Христа (мормонов) в штате Нью-Йорк.
- 1865 — Гражданская война в США: в ходе Аппоматтоксской кампании произошло Сражение при Сайлерс-Крик, закончившееся победой армии Союза.
- 1893 — в Солт-Лейк-Сити освящён самый большой в мире мормонский храм (23 505 квадратных метров).
- 1896 
  - открытие в Афинах первых современных Олимпийских игр (6-13 апреля).
  - первым олимпийским чемпионом стал американский прыгун тройным Джеймс Конноли с результатом 13,71 м.
- 1897 — в Занзибаре запрещено рабство.
- 1899 — в Москве пущен электрический трамвай[10]. Курсировал он с интервалом в 14 минут. Билет по всей линии стоил 6 копеек.

### XX век
- 1903 — начался кишинёвский погром.
- 1909 — американский исследователь Роберт Пири заявил о том, что достиг Северного полюса. Его приоритет подвергается серьёзным сомнениям[11].
- 1909 — заключено Соглашение между Россией и Турцией о независимости Болгарии.
- 1917
  - Вступление Соединённых Штатов Америки в Первую мировую войну на стороне Антанты.
  - После семи лет в тюрьме в Гуляйполе возвратился Нестор Махно.
- 1919 — в Киеве прошёл «День пролетарской культуры», первый массовый советский праздник.
- 1920 — провозглашена Дальневосточная республика (ДВР).
- 1923 — в Москве открылся Театр имени Моссовета.
- 1924
  - Начало первого кругосветного перелёта с посадками на двух американских самолётах Дуглас «Уорлд крузер».
  - На выборах в Италии абсолютную победу одержали фашисты.
- 1927 — в Ленинграде начата массовая установка телефонов-автоматов.
- 1930 — постановлением ЦИК СССР учреждены орден Ленина и орден Красной Звезды.
- 1934 — Брилон, Германия. Самолёт Фоккер F-XII компании KLM Royal Dutch Airlines разбился после проникновения в грозовое облако. Погибли 7 человек.
- 1938 — учёный-химик Рой Планкетт открыл политетрафторэтилен, или тефлон.
- 1941 — вторжение немецких войск в Югославию и Грецию.
- 1945 — началась Кёнигсбергская операция.
- 1950 — секретным постановлением Совета Министров СССР спецпоселенцы начали считаться сосланными навечно.
- 1951 — Рефуджио Пасс, около Санта-Барбары, Калифорния, США. Самолёт Дуглас DC-3 компании Southwest Airways врезается в гору, выполняя рейс из Санта-Марии в Санта-Барбару. Все 22 человека на борту погибают.
- 1958 — Фриленд, Мичиган, США. При попытке посадки в аэропорту Три-Сити самолёт Vickers Viscount 745D компании Capital Airlines теряет скорость и падает на кукурузное поле. Все 49 человек на борту погибают.
- 1965 — в США запущен первый в мире коммерческий спутник связи «Ранняя Пташка», работающий на геостационарной орбите.
- 1966 — авиакатастрофа самолёта Як-28 (экипаж: лётчик Капустин Б. В., штурман Янов Ю. Н.). Уводя падающий самолёт от жилых кварталов Западного Берлина, лётчики погибли, упав в озеро Штёссензее.
- 1967 — катастрофа Ил-18 под Москвой, 8 погибших.
- 1970 — во время пятого турне по США музыканты Led Zeppelin стали почётными гражданами города Мемфис.
- 1972 — запуск искусственного спутника Земли «Космос-484» (Зенит-2М) с целью изучения солнечного и космического излучений.
- 1973 — запуск американской автоматической межпланетной станции «Пионер-11» в сторону планеты Сатурн.
- 1984 — население Кокосовых островов проголосовало за полное присоединение к Австралии.
- 1985 — американец Уильям Шрёдер стал первым в мире человеком, выписанным из больницы с искусственным сердцем.
- 1993 — происшествие с MD-11 около Алеутских островов, погибли 2 человека, 60 получили ранения.
- 1994 — Кигали, Руанда. Самолёт Dassault Falcon 50 правительства Руанды сбивается ракетой. Погибают все 10 человек на борту, в том числе президенты Руанды и Бурунди, только что подписавшие мирный договор.
- 1998
  - Взрыв у российского посольства в Риге.
  - Лев Рохлин заявляет, что на следующий день начнётся сбор подписей за отстранение от должности президента Ельцина.

### XXI век
- 2009 — мощное землетрясение в пяти километрах от центра города Л’Акуилы, расположенного в 95 км северо-восточнее Рима.
- 2010 — начало революции в Кыргызстане.
- 2012 — провозглашение независимости государства Азавад.

## Родились
См. также: Категория:Родившиеся 6 апреля

### До XIX века
- 1483 — Рафаэль (другие возможные даты рождения — 26 марта или 28 марта; ум. 1520), итальянский художник и архитектор.
- 1605 — Ларс Виваллиус (ум. 1669), шведский поэт и авантюрист.
- 1664 — Арвид Горн (ум. 1742), шведский военный и государственный деятель, граф.
- 1670 — Жан-Батист Руссо (ум. 1741), французский поэт-сатирик, автор эпиграмм.
- 1773 — Джеймс Милль (ум. 1836), английский философ, историк и экономист.

### XIX век
- 1810 — Филип Генри Госсе (ум. 1888), английский натуралист, изобретатель аквариума.
- 1812 — Александр Герцен (ум. 1870), российский писатель, философ, педагог, публицист-революционер.
- 1820 — Надар (наст. имя Гаспар Феликс Турнашон; ум. 1910), французский фотограф, карикатурист, писатель, журналист и воздухоплаватель.
- 1821 — Александр Головнин (ум. 1886), русский государственный деятель, министр народного просвещения в 1862—1866 гг.
- 1826 — Гюстав Моро (ум. 1898), французский художник-символист («Эдип и Сфинкс», «Юпитер» и др.).
- 1833 — Александр Пыпин (ум. 1904), русский литературовед и этнограф, академик.
- 1836 — Николай Васильевич Склифосовский (ум. 1904), российский хирург, педагог, профессор.
- 1840 — Василий Юнкер (ум. 1892), российский географ и путешественник, исследователь Африки.
- 1841 — Иван Суриков (ум. 1880), русский поэт-самоучка («Детство», «Вот моя деревня…» и др.).
- 1846 — Павел Вейнберг (ум. 1904), российский писатель-юморист и актёр.
- 1849 — Джон Уильям Уотерхаус (ум. 1917), английский художник.
- 1858 — Александр Егорнов (ум. 1903), русский художник, мастер пейзажной живописи, академик ИАХ.
- 1871 — Эрнест Бирзниекс-Упитис (ум. 1960), латышский советский писатель, народный писатель Латвии.
- 1890 — Антон Фоккер (ум. 1939), голландский авиаконструктор и авиапромышленник.
- 1892 — Дональд Уиллс Дуглас-старший (ум. 1981), американский авиаконструктор, создатель пассажирских, грузовых и боевых самолётов.
- 1894 — архимандрит Иустин (в миру Благое Попович; ум. 1979), православный богослов, святой Сербской церкви.

### XX век
- 1904 — Василий Меркурьев (ум. 1978), актёр театра и кино, театральный режиссёр, педагог, народный артист СССР.
- 1908
  - Вано Мурадели (ум. 1970), композитор и дирижёр, народный артист СССР.
  - Эктор Трухильо (ум. 2002), доминиканский военный и политический деятель, президент Доминиканской Республики (1952—1960). Генералиссимус (1959).
- 1909 — Ян Черняк (ум. 1995), советский военный разведчик, Герой Российской Федерации.
- 1911 — Феодор Линен (ум. 1979), немецкий биохимик, нобелевский лауреат по физиологии или медицине (1964).
- 1912 — Ян Брзак-Феликс (ум. 1988), чехословацкий гребец на каноэ, двукратный олимпийский чемпион.
- 1917 — Леонора Каррингтон (ум. 2011), английская художница-сюрреалист и писательница.
- 1920 — Эдмонд Фишер (ум. 2021), американский биохимик, лауреат Нобелевской премии по физиологии или медицине (1992).
- 1923
  - Василий Ордынский (ум. 1985), кинорежиссёр, сценарист, актёр, народный артист РСФСР.
  - Людмила Шагалова (ум. 2012), актриса театра и кино, народная артистка РСФСР.
- 1925 — Галина Кожакина (ум. 2020), актриса театра, кино и озвучивания заслуженная артистка РСФСР.
- 1927 — Джерри Маллиган (ум. 1996), американский джазовый саксофонист, композитор, аранжировщик.
- 1928 — Джеймс Дьюи Уотсон, американский биохимик, совместно с Фрэнсисом Криком расшифровавший структуру ДНК, один из основоположников молекулярной биологии, лауреат Нобелевской премии по физиологии или медицине (1962).
- 1929
  - Эдисон Денисов (ум. 1996), советский и российский композитор, музыковед, народный артист РФ.
  - Андре Превин (ум. 2019), американский дирижёр, пианист и композитор, лауреат нескольких «Оскаров».
- 1933 — Станислав Любшин, актёр театра и кино, кинорежиссёр, народный артист РСФСР.
- 1934 — Сильвио Майорга (ум 1967), никарагуанский политик, революционер.
- 1937 — Борис Темирканов (ум. 2018), советский и российский дирижёр и композитор, народный артист РФ.
- 1939 — Александр Мишарин (ум. 2008), советский и российский драматург, сценарист, писатель-прозаик, актёр.
- 1942 — Барри Левинсон, американский кинорежиссёр (фильмы «Человек дождя», «Доброе утро, Вьетнам» и др.), сценарист, продюсер, лауреат «Оскара».
- 1953 — Кристофер Франке, немецкий и американский композитор и музыкант.
- 1955 — Майкл Рукер, американский актёр и продюсер.
- 1956 — Игорь Саруханов, советский и российский певец, гитарист, композитор, автор песен, заслуженный артист РФ.
- 1957 — Паоло Несполи, итальянский инженер, пятый астронавт в истории Италии.
- 1959 — Виктор Сарайкин, советский и украинский актёр театра и кино, народный артист Украины, заслуженный артист РФ.
- 1967 — Вениамин Таянович, советский пловец, олимпийский чемпион (1992).
- 1969 — Пол Радд, американский актёр, комик, сценарист и продюсер.
- 1970 — Ирина Билык, советская и украинская певица, композитор и поэт-песенник, телеведущая. Народная артистка Украины.
- 1971 — Кирилл Андреев, российский певец, солист группы «Иванушки International».
- 1972 — DJ Грув, российский диджей, электронный музыкант.
- 1973
  - Румяна Нейкова, болгарская гребчиха, олимпийская чемпионка (2008).
  - Лори Хёринг, американская актриса.
- 1974 — Карла Петерсон, аргентинская актриса.
- 1975
  - Зак Брафф, американский актёр, режиссёр, сценарист и продюсер.
  - Денис Клявер, российский певец, музыкант, актёр, композитор, бывший участник группы «Чай вдвоём».
- 1976 — Кэндис Камерон Буре, американская актриса, продюсер, телеведущая и писательница.
- 1978 — Игорь Семшов, российский футболист.
- 1980
  - Таня Поутиайнен, финская горнолыжница.
  - Маргарита Симоньян, российская журналистка, главный редактор телеканала «Russia Today».
- 1981 — Элиза Куп, американская комедийная актриса.
- 1995 — Антуанетта де Йонг, нидерландская конькобежка, 4-кратный призёр Олимпийских игр.
- 1998 — Пейтон Рой Лист, американская актриса.

## Скончались

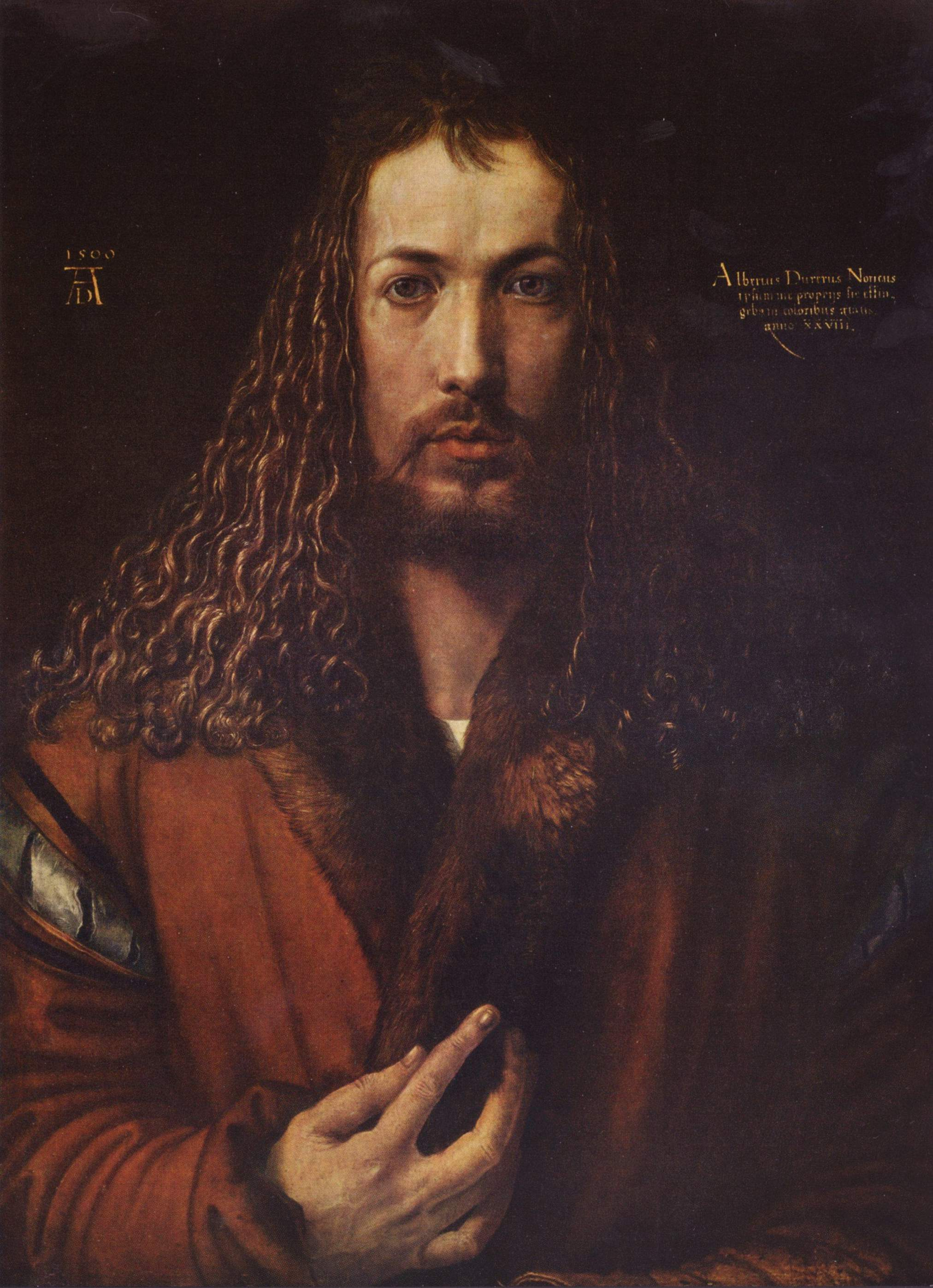
Дюрер

См. также: Категория:Умершие 6 апреля

### До XIX века
- 1199 — Ричард I Львиное Сердце (р. 1157), король Англии (1189—1199).
- 1490 — Матьяш I (р. 1443), король Венгрии (с 1458).
- 1520 — Рафаэль Санти (р. 1483), итальянский художник и архитектор.
- 1528 — Альбрехт Дюрер (р. 1471), немецкий живописец и график.
- 1625 — Яков I (р. 1566), король Шотландии (с 1567), первый король Англии из династии Стюартов (с 1603).
- 1755 — Ричард Роулинсон (р. 1690), английский священник, историк и антиквар.

### XIX век
- 1803 — Уильям Гамильтон (р. 1730), британский дипломат, археолог и вулканолог, супруг Эммы Гамильтон.
- 1829 — Нильс Хенрик Абель (р. 1802), норвежский математик, создатель теории эллиптических функций.
- 1838 — Жозе Бонифасиу ди Андрада и Силва (р. 1763), бразильский государственный деятель, учёный, поэт, педагог.
- 1840 — Павел Демидов (р. 1798), русский предприниматель и государственный деятель.
- 1898 — Леонид Сабанеев (р. 1844), русский зоолог, натуралист, популяризатор охоты и рыбалки.

### XX век
- 1902 — Глеб Успенский (р. 1843), русский писатель.
- 1914 — Виктор Василенко (р. 1839), российский и украинский этнограф и статистик; один из авторов «ЭСБЕ».
- 1918 — Савва Мамонтов (р. 1841), русский предприниматель и меценат.
- 1935 — Эдвин Арлингтон Робинсон (р. 1869), американский поэт, писатель, драматург, лауреат Пулитцеровской премии.
- 1957 — Григорий Раев (р. 1863), русский советский фотограф, «фотолетописец Кавказа».
- 1958 — Витезслав Незвал (р. 1900), чешский поэт, композитор, художник.
- 1961 — Жюль Борде (р. 1870), бельгийский бактериолог и иммунолог, лауреат Нобелевской премии (1919).
- 1970 — Ананий Зайончковский (р. 1903), польский учёный-лингвист, академик, профессор Варшавского университета.
- 1971 — Игорь Стравинский (р. 1882), русский композитор.
- 1982 — Павел Ротмистров (р. 1901), главный маршал бронетанковых войск СССР.
- 1992
  - Айзек Азимов (р. 1920), американский писатель-фантаст, популяризатор науки.
  - Вахтанг Чабукиани (р. 1910), советский артист балета, балетмейстер.
- 1996 — Грир Гарсон (р. 1904), британская актриса, звезда Голливуда.
- 1997 — Георгий Шонин (р. 1935), советский космонавт, Герой Советского Союза.
- 2000
  - Хабиб Бургиба (р. 1903), первый президент Туниса (1957—1987).
  - Николай Мельников (р. 1908), советский и российский химик-органик.

### XXI век
- 2003 — Александр Фатюшин (р. 1951), советский и российский актёр театра и кино.
- 2005 — Ренье III (р. 1923), князь Монако (1949—2005).
- 2005 — Борис Баранов (р. 1940), советский инженер-энергетик.
- 2006 — Давид Боровский (р. 1934), театральный художник, народный художник РФ и Украины.
- 2007 — Луиджи Коменчини (р. 1916), итальянский кинорежиссёр.
- 2009 — Эдуард Елян (р. 1926), советский лётчик-испытатель, Герой Советского Союза.
- 2010
  - Корин Редгрейв (р. 1939), английский актёр и политик.
  - Анатолий Добрынин (р. 1919), советский дипломат, посол в США (1962—1986).
- 2012 — Томас Кинкейд (р. 1958), американский художник.
- 2014 — Микки Руни (р. 1920), американский актёр, обладатель «Оскара».
- 2022 — Владимир Жириновский (р. 1946), советский и российский политический деятель, глава партии ЛДПР.
- 2024 — Эрнесто Гомес Крус (р. 1933), мексиканский актёр золотого века мексиканского кино.
- 2025
  - Клем  Бёрк (р. 1955), американский барабанщик сооснователь и многолетний член группы Blondie. В 1987 году под псевдонимом Элвис Рамон выступал в Ramones.
  - Джереми Острайкер (р. 1937), американский теоретик-астрофизик и космолог, основоположник теории тёмного вещества; член НАН США (1974) и Американского философского общества (1994).

## Народный календарь, приметы и фольклор Руси
Похвала. Канун Благовещенья. Захарии и Якова. Захарий Постник. Захария.
- Андрей Критский и Андрей Первозванный — покровители брака.
- В старину на Руси существовало поверье: коли кто из девушек выстоит в церкви службу — всенощное бдение Андреево Стояние (или Андреево Достояние или просто Поклоны), та заполучит себе жениха хорошего.
- В этот день крестьяне очищали избы и дворы от нечисти, жгли костры за дворами, обходили избы кругами. Полагали, что не выносят бесы даже упоминания имени Захария Постника и бегут от того места, где чтут память могучего Духом монаха. Молитвами подготавливали себя к Дню Благой Вести[12].
- Захария. Коли ночь тёплая, весна будет дружная.
- Если роса — не надо коням овса, будут добрые проса, дождь — скоту лёгкий год, снег (крупа) — урожай на гречу, мороз — будут просо и овёс.